# Emma de Normandia
Emma de Normandia (Normandia, 987 - Winchester, 1052), fou reina consort d'Anglaterra i, després, de Dinamarca. Era anomenada "La Rosa de Normandia" per la seva bellesa. Fou un dels 11 fills de Ricard I de Normandia, duc de Normandia, i de la seva segona esposa Gunnora de Crepon.

## Reina d'Anglaterra
Als 15 anys es va casar a la Catedral de Winchester, el dia 5 d'abril de l'any 1002, amb el rei Etelred l'Indecís d'Anglaterra, de 34 anys i que s'havia quedat vidu 2 mesos abans. Els nobles normands que la van acompanyar a Anglaterra aviat es van fer impopulars, incubant-se des de llavors l'odi entre les dues nacions.
Al tenir lloc la conquesta danesa, sota el comandament del rei Sven Tveskaeg l'any 1013, Emma, el seu marit i els seus 3 fills es van refugiar a Normandia, sota la protecció del seu germà, el duc Ricard II de Normandia.
Mort el rei Svend I, Etelred II va tornar a Anglaterra i va ser reposat al seu tron. Emma i els seus fills van romandre a Normandia, amoïnats per la inseguretat del regne.

## Reina de Dinamarca
Després de la mort d'Etelred II (23 d'abril de 1016), Emma va tornar a Anglaterra i, a l'any següent, es va casar amb el conqueridor del regne, Canut II de Dinamarca, príncep danès fill del difunt rei Svend I. Els fills d'Emma i Etelred van romandre exiliats a Normandia durant els següents 30 anys, fent la seva mare poc o res per ells -és ben conegut el poc afecte que Emma sentia pels fills que havia tingut amb Etelred II.
En morir el rei Canut (1035), Emma i el comte Godwin de Wessex van donar suport com a nou rei a Hardecanut -un dels 2 fills que Emma va tenir amb Canut-, però com aquest es trobava a Dinamarca en morir el seu pare, els nobles saxons van preferir com a rei a Harold Harefoot, el fill "natural" de Canut II de Dinamarca i de Aelfgifu Aelfhelmsdotter, veient-se obligada a cercar refugi a Flandes. No obstant, el regnat de Harold va ser curt, morint el 18 de març de l'any 1040.

## Regència
La mort de Harold va permetre a Hardecanut aconseguir la corona d'Anglaterra, però demostrant poc interès pel seu regne, va deixar la regència d'aquest en mans de la seva mare Emma i del comte Godwin. Tot i això, el triomf va durar poc: el 8 de juny de l'any 1042, Hardecanut mor repentinament. Un any abans aquest havia fet cridar al seu germanastre, Eduard el Confessor, per a fer-lo hereu i deixant-lo com a únic rei després de la seva mort.
La restauració de la casa reial de Wessex a la persona d'Eduard, va significar la fi política d'Emma, doncs el seu fill mai va oblidar la seva indiferència i la seva falta d'estima. El nou monarca va despullar a Emma de totes les seves propietats i la va tancar en un convent. Ella, com a vincle entre la casa de Normandia i la de Wessex i promotora dels interessos normands a Anglaterra, va aplanar el camí a Guillem I d'Anglaterra.
Emma va morir a Winchester, el 14 de març de 1052, als 65 anys, sent sebollida a la Catedral de Winchester.

## Descendència
Del seu primer matrimoni amb Etelred l'Indecís, Emma va tenir tres fills:
- Eduard el Confessor, rei d'Anglaterra.
- Godgifu d'Anglaterra (1004 - 1047):[5] es va casar primer amb Drogo de Mantes, comte de Vexin, probablement el 7 d'abril de 1024,[6] amb el que va tenir tres fills (amb el seu segon marit, Eustaqui II de Bolonya no va tenir fills):
  - Raül "El Vergonyós", comte de Hereford.
  - Gualter III de Vexin (m. 1063), comte de Vexin.
  - Fulc (1068).
- Alfred Atheling.

Del seu segon matrimoni amb Canut II de Dinamarca van néixer dos fills més:
- Hardecanut, rei de Dinamarca i d'Anglaterra.
- Gunhilda de Dinamarca, emperadriu consort del Sacre Imperi Romanogermànic, com a esposa de l'emperador Enric III.

| Predecessora         | Reina Consort d'Anglaterra             | Successora      |
| -------------------- | -------------------------------------- | --------------- |
| Èlgiva de York       | 1002 - 1013                            | Sigrid l'Altiva |
| Edith de Northumbria | 1016 - 1035                            | Edith de Wessex |
| Desconeguda          | Reina Consort de Dinamarca 1016 - 1035 | Gyda de Suècia  |